# Binodoxys carinatus
Binodoxys carinatus är en stekelart som först beskrevs av Petr Starý och Evert I. Schlinger 1967.  Binodoxys carinatus ingår i släktet Binodoxys och familjen bracksteklar. Inga underarter finns listade.